# مكورات معوية
المكورات المعوية (الاسم العلمي: Enterococcaceae) هي فصيلة من البكتيريا تتبع رتبة الملبنيات من طائفة البكتيريا العصوية.

## التصنيف
- المكورة المعوية